# Klaus Peter Jochum
Klaus Peter Jochum (* 19. Januar 1937; † 7. April 2022) war ein deutscher Anglist.

## Leben
Nach der Promotion zum Dr. phil. 1968 in Frankfurt am Main und der Habilitation 1975 in Freiburg im Breisgau lehrte er von 1978 bis zu seiner Emeritierung im Jahre 2002 auf dem Lehrstuhl für Englische Literaturwissenschaft in Bamberg.
Seine Forschungsinteressen waren William Shakespeare und dem Drama der Renaissance, der Erzählung vom 18. bis ins 20. Jahrhundert sowie dem Werk des irischen Nationaldichters William Butler Yeats.

## Schriften (Auswahl)
- W. B. Yeats's plays. An annotated checklist of criticism. Saarbrücken 1966, OCLC 265032731.
- Die dramatische Struktur der Spiele von W. B. Yeats. Frankfurt am Main 1971, OCLC 587337.
- Discrepant awareness, studies in English Renaissance drama. Frankfurt am Main 1979, ISBN 3-261-02642-1.